# Sylvia Fowles
Sylvia Fowles, född den 6 oktober 1985 i Miami, är en amerikansk basketspelare som tagit fyra olympiska guldmedaljer vid olympiska sommarspelen 2008, 2012, 2016 och 2020. Hon spelade för Chicago Sky i WNBA mellan 2008 och 2014, sedan 2015 spelar hon för Minnesota Lynx.